# Aspergillus clavatus
Aspergillus clavatus är en svampart som beskrevs av Desm. 1834. Aspergillus clavatus ingår i släktet Aspergillus och familjen Trichocomaceae.   Inga underarter finns listade i Catalogue of Life.